# Millers River

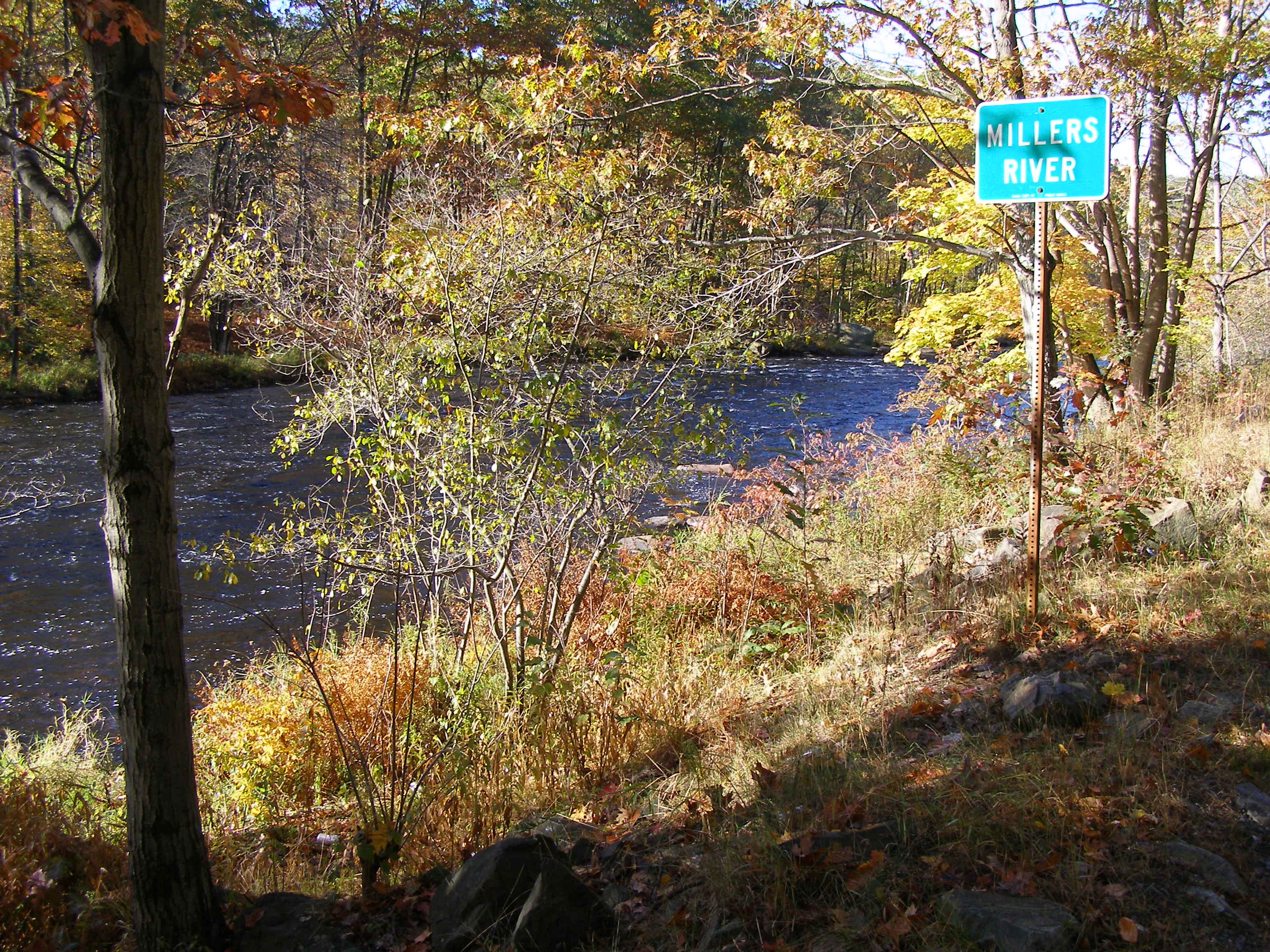
Millers River poblíž Ervingu, MA (Mohawk Trail)

Millers River, přítok řeky Connecticut, je řeka dlouhá 84 km, která protéká severní částí státu Massachusetts (USA). 
Millers River pramení ve Worcester County u obce Ashburnham ve výšce přibližně 330 m n. m. Povodí řeky Millers River se rozkládá na ploše 1000 km². Řeka má jeden přítok zprava, Tully River, a protéká vodní nádrží Sunset Lake. Soutok s řekou Connecticut ve výšce zhruba 55 m n. m. je poblíž mostu French King Bridge v soutěsce French King Gorge nedaleko města Erving.
Millers River byla dříve nazývána „Paquag“ nebo „Baquag“, což v jazyce indiánského kmene Nipmuck znamená „čistá voda“.